# Skarb trzech łotrów
Skarb trzech łotrów – polski film kryminalny z 1972 roku w reż. Jana Rutkiewicza na podstawie powieści Andrzeja Szczypiorskiego pt. Wyspa Czterech Łotrów, wydanej w serii Ewa wzywa 07 w 1971 roku.

## Opis fabuły
W Krakowie zostaje zamordowany w swoim mieszkaniu staruszek Antoni Zawadowski, kolekcjoner staroci. Z mieszkania ofiary, pomimo iż znajduje się w nim wiele innych cennych rzeczy, ginie jedynie mało wartościowa XVI-wieczna mapa. Według relacji znajomych starca miała ona rzekomo przedstawiać miejsce ukrycia hiszpańskiego skarbu, zwanego "skarbem trzech łotrów". Zawadowski został uduszony nylonową pończochą, a miało to miejsce, gdy młoda plastyczka Ewa Zawadowska - bratanica ofiary wyszła na chwilę z jego mieszkania do sklepu. Wracając z zakupami, minęła jeszcze na schodach nieznajomego mężczyznę, który mógł być zabójcą. Wkrótce potem zostaje w Polsce zamordowany amerykański adwokat Maddock, który przed śmiercią stara się uprzedzić o grożącym jej niebezpieczeństwie Ewę Zawadowską. Prowadzący w tej sprawie śledztwo por. Radoń zaczyna podejrzewać, że kluczem do rozwikłania zagadki obydwu śmierci jest mapa, chociaż sam nie wierzy, że może ona rzeczywiście doprowadzić do legendarnego skarbu. Idąc tropem tajemniczej mapy i ochraniając Zawadowską, Radoń natrafia na ślad pary cudzoziemców, jak się okazuje zabójców, z których jeden, zanim padnie ofiarą wspólnika, usiłuje zamordować Zawadowską. Po brawurowej akcji, zleceniodawca zabójstw – Amerykanin Samish wpada w ręce milicji. Jak się okazuje, zamordowany starzec miał brata w Ameryce, który pracował dla mafii i który pokaźną sumę pieniędzy ze swej przestępczej działalności pozostawił w spadku rodzinie w Polsce (Zawadowskim). Pieniądze te zostały zdeponowane na koncie w banku amerykańskim, a dostęp do nich zapewniało hasło – nazwa wyspy umieszczonej na mapie ze skarbem. Wiedząc o tym, wspólnicy zmarłego gangstera, postanowili przejąć mapę i w tym celu wysłali do Polski parę bezwzględnych, płatnych zabójców.         

## Obsada aktorska
- Mieczysław Stoor – por. Radoń
- Barbara Marszałek – Zawadowska
- Juliusz Berger – adwokat Maddock
- Aleksander Iwaniec – gangster Cigoliani
- Jack Recknitz – gangster Samish
- Bolesław Płotnicki – Michał Zykuń, przyjaciel Zawadowskiego
- Janusz Zakrzeński – dr Chlebowicz
- Janusz Bukowski – zwierzchnik Radonia
- Jerzy Bińczycki – recepcjonista w hotelu (głos dubbingowany przez Leona Niemczyka)
- Leszek Długosz – student
- Mieczysław Grąbka – wywiadowca ochraniający Zawadowską
- Andrzej Jurczak – cinkciarz
- Andrzej Kopiczyński – chłopak Zawadowskiej
- Antoni Żuliński – ksiądz
- Irena Burawska – sąsiadka Zawadowskiego
- Ireneusz Kaskiewicz – porucznik Kalinowski
- Hugo Krzyski – bibliotekarz